# Club Deportivo Guadalajara

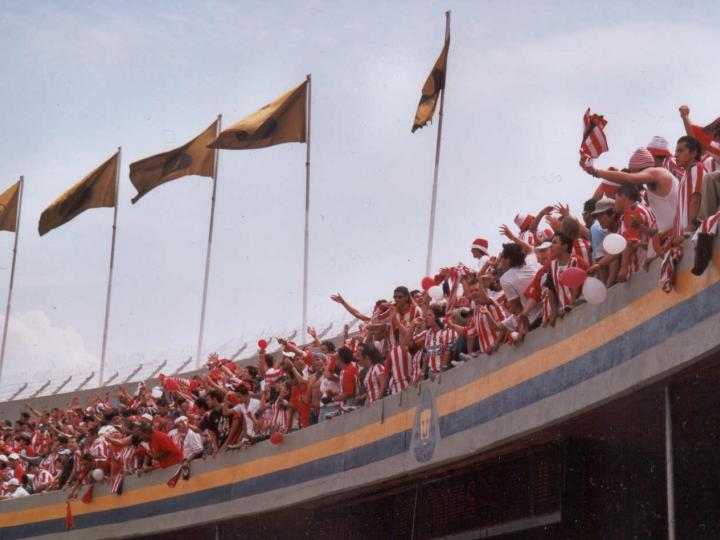
Fans van Club Deportivo Guadalajara

Club Deportivo Guadalajara S.A. de C.V., ook wel bekend als Chivas Guadalajara, is een Mexicaanse voetbalclub uit Guadalajara. De club is opgericht in 1906 door de Belg Edgar Everaert.
Chivas geldt als een van de populairste en succesvolste voetbalclubs van het land. Thuisstadion was tot 2010 het Estadio Jalisco, waar Atlas Guadalajara nog altijd zijn thuiswedstrijden afwerkt. Chivas speelt sindsdien in het Estadio Omnilife. De club is eigendom van de Mexicaanse zakenman Jorge Vergara, die ook Deportivo Saprissa (Costa Rica) en Chivas USA (Verenigde Staten) bezit. Bij Chivas spelen, net als bij Saprissa, alleen spelers uit eigen land. De aartsrivaal van Chivas is Club América.
In juni 2005 versloeg Chivas in de kwartfinale van de CONMEBOL Libertadores de Argentijnse grootmacht Boca Juniors. In Guadalajara werd het 4-0 voor Chivas, waarna de return in Buenos Aires op 0-0 eindigde. Atlético Paranaense uit Brazilië was in de halve finale echter te sterk voor Chivas.
Op donderdag 23 februari 2012 maakte de club via de eigen website bekend de hulp te hebben ingeroepen van Johan Cruijff. Hij zou Club Deportivo Guadalajara als extern adviseur gaan dienen.
Op 26 januari 2022 maakte de Eindhovense voetbalclub PSV bekend een samenwerkingsverband met Chivas te zijn aangegaan.

## Erelijst
Nationaal
- Liga Occidental: (13x)

1909, 1910, 1912, 1922, 1923, 1924, 1925, 1928, 1929, 1930, 1933, 1935, 1938
- Campeón de Campeones: (1x)

1933
- Torneo de una Tarde: (1x)

1930
- Primera División / Liga MX: (12x)

1957, 1959, 1960, 1961, 1962, 1964, 1965, 1970, 1987, 1997, Apertura 2006, Clausura 2017
- Copa México / Copa MX: (4x)

1963, 1970, Apertura 2015, Clausura 2017
- Campeón de Campeones: (8x)

1956/57, 1958/59, 1959/60, 1960/61, 1961/62, 1963/64, 1964/65, 1969/70
- Supercopa MX: (1x)

2016
- Copa Challenger

1961
- InterLiga: (1x)

2009
Internationaal
- Campeonato Centroamericano: (2x)

1959, 1962
- CONCACAF Champions Cup / CONCACAF Champions League: (2x)

1962, 2018

## Bekende (oud-)spelers
- Jesús Arellano
- Adolfo Bautista
- Omar Esparza
- Alberto Medina
- Ramón Morales
- Francisco Palencia
- Salvador Reyes
- Carlos Salcido
- Oswaldo Sánchez
- Carlos Vela
- Francisco Rodríguez
- Javier Hernández
- José Jonny Magallon
- Aarón Galindo

## Bekende (ex-)trainers
- Leo Beenhakker
- Hans Westerhof
- Rob Meppelink
- David Nascimento
- John van 't Schip